# Сакс (нож)

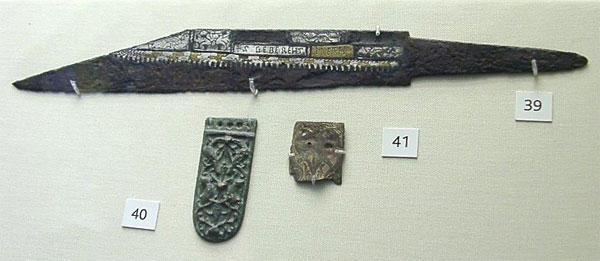
Англосаксонский Сакс

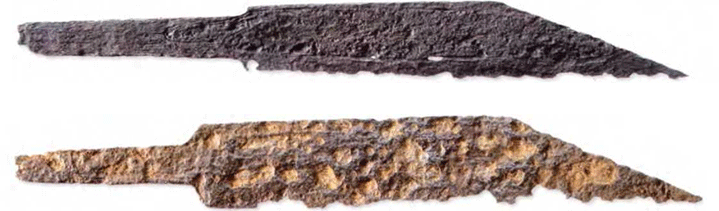
Боевой нож Саксов

Сакс  (лат. sax) — однолезвийное рубяще-колющее оружие с отличительной горбатой формой ломаной спинки, длина которого не превышала 30-40 см. Использовалось в Европе. Рукоять ножа могла выполняться в виде головы птицы — ворона или орла.
В силу веса, колющие удары саксом были опасны по силе. Обычно в паре с саксом использовался меч. Саксы носились в ножнах на бедре. Ножны некоторых саксов изготовлялись из деревянных пластин, покрытых кожей, подобно ножнам мечей, и покрывались декоративными украшениями. Существует предположение, что название народа «саксы» произошло от названия этого ножа. Так, например, на гербе Совета графства Мидлсекс, Англия, изображены три сакса — три ножа.